# رادرفوردیم-۲۶۶
رادرفوردیم-۲۶۶ یکی از ایزوتوپ‌های رادرفوردیم است که نیمه‌عمر آن معادل ۲۳ ثانیه تخمین زده شده‌است و با شکافت خود به خودی تجزیه می‌شود.
در سال ۱۹۶۹ یک گروه در دانشگاه کالیفرنیا که توسط آلبرت گیورسو هدایت می‌شد، تلاش کرد که کوریم (۲۴۸Cm) و اکسیژن (۱۶O) را ترکیب کنند و حاصل رادرفوردیم-۲۶۶ شد.
{\displaystyle \mathrm {^{248}_{96}Cm+_{8}^{16}O\rightarrow _{104}^{266}Rf^{*}\rightarrow _{104}^{261}Rf+5_{0}^{1}n} }